# Robert Menasse

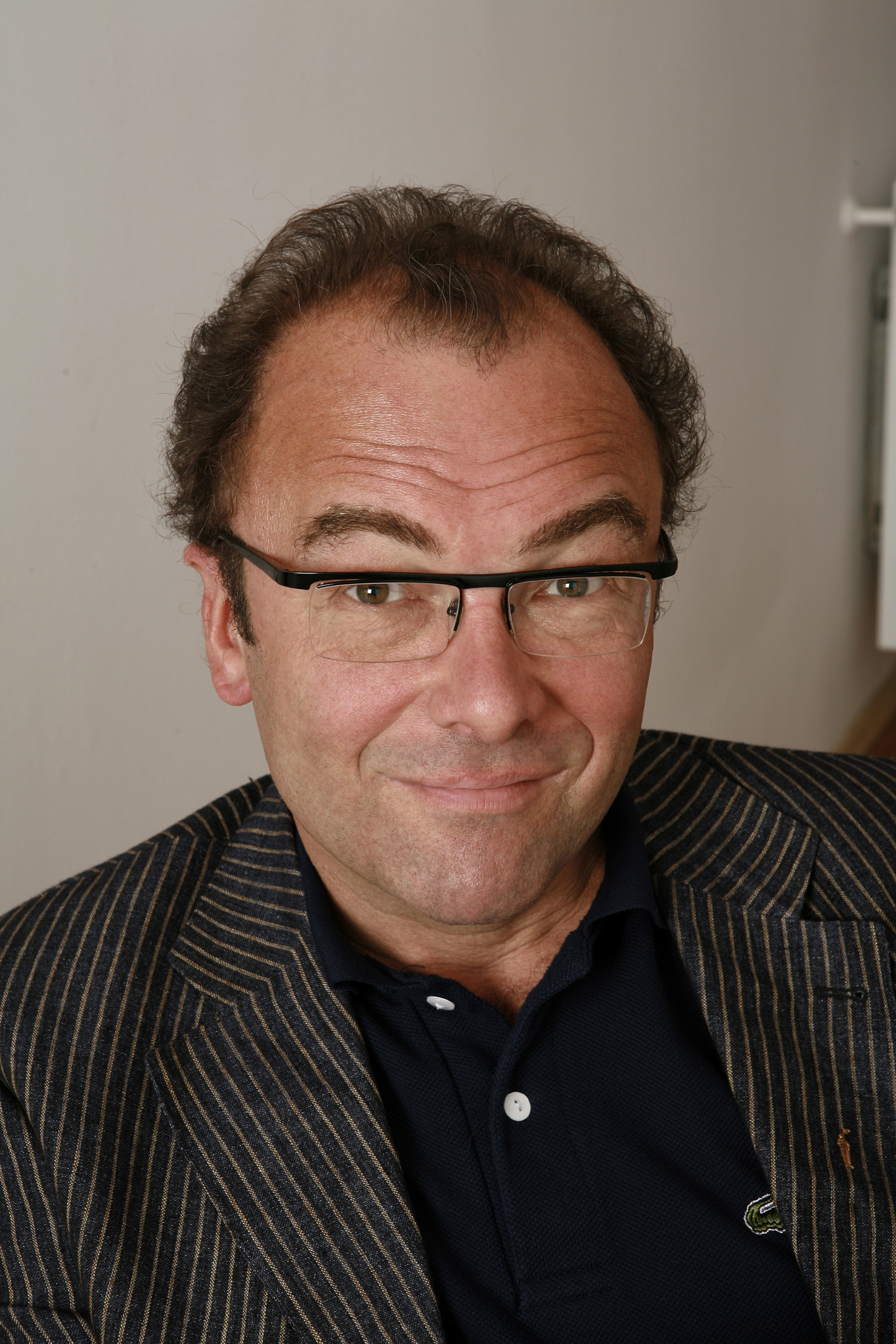
Robert Menasse

Robert Menasse (ur. 21 czerwca 1954 w Wiedniu), austriacki pisarz.

## Życiorys
Studiował germanistykę, filozofię oraz politologię w Wiedniu, Salzburgu i Mesynie. W 1980 obronił pracę doktorską. W latach 1981–1988 pracował jako asystent na Universidade de São Paulo. Po powrocie do ojczyzny był felietonistą, eseistą i tłumaczem z języka portugalskiego. Debiutował w 1988 powieścią Sinnliche Gewißheit, rozgrywającą się w środowisku austriackich emigrantów w Brazylii. Jego inne powieści to Selige Zeiten, brüchige Welt (1991), Schubumkehr (1995) czy Die Vertreibung aus der Hölle (2001). Selige Zeiten, brüchige Welt została opublikowana w Polsce pod tytułem Błogosławione czasy, kruchy świat. Jej akcja rozgrywa się na przestrzeni 20 lat w Wiedniu i São Paulo.
W roku 2017 Robert Menasse otrzymał za powieść Die Hauptstadt [Stolica] najważniejszą nagrodę w branży literackiej, Niemiecką Nagrodę Książkową (Deutscher Buchpreis). Książka opisująca kulisy polityki w Brukseli to apel o stworzenie Europy wolnej od narodowych egoizmów.

## Tłumaczenia na język polski
Błogosławione czasy, kruchy świat. Tł. z niem. Maria Przybyłowska, Państwowy Instytut Wydawniczy 2002.
Menasse przedstawia dramatyczną ale i groteskową historię dwóch figur, studenta i studentki żydowskiego pochodzenia, przynależących do tzw. pokolenia '68 - Leo Singera i Judith Katz. Akcja powieści rozgrywa się w dwóch miejskich przestrzeniach, w Wiedniu i São Paulo. Leo usiłuje stać się pisarzem, Judith stara mu się w tym pomóc, wspierając go w tworzeniu  systemu filozoficznego, którego celem ma być wyjaśnienie istoty świata.

## Granice fikcji
Pisarz opisał (w „Die Hauptstadt”) zmyśloną wizytę zachodnioniemieckiego polityka Waltera Hallsteina w obozie Auschwitz-Birkenau w 1958 i jego proeuropejskie wystąpienie Autor przeprosił za dezinformację.

## Teksty
- Sinnliche Gewißheit. Powieść. Rowohlt, Reinbek bei Hamburg 1988.
- Die sozialpartnerschaftliche Ästhetik. Essays zum österreichischen Geist. Sonderzahl, Wien 1990.
- Błogosławione czasy, kruchy świat,PIW, (oryginał Selige Zeiten, brüchige Welt. Powieść. Residenz, Salzburg/Wien 1991).
- Das Land ohne Eigenschaften. Essay zur österreichischen Identität. Sonderzahl, Wien 1992.
- Phänomenologie der Entgeisterung. Geschichte vom verschwindenden Wissen. Suhrkamp, Frankfurt am Main 1995.
- Schubumkehr. Powieść. Residenz, Salzburg/Wien 1995.
- Hysterien und andere historische Irrtümer. Nachwort von Rüdiger Wischenbart. Sonderzahl, Wien 1996.
- Überbau und Underground. Suhrkamp, Frankfurt am Main 1997.
- Wraz z Elisabeth i Evą Menasse: Die letzte Märchenprinzessin. Illustriert von Gerhard Haderer. Suhrkamp, Frankfurt am Main 1997.
- Wraz z Elisabeth i Evą Menasse: Der mächtigste Mann. Illustriert von Kenneth Klein. Deuticke, Wien/München 1998.
- Dummheit ist machbar. Begleitende Essays zum Stillstand der Republik. Sonderzahl, Wien 1999.
- Erklär mir Österreich. Essays zur österreichischen Geschichte. Suhrkamp, Frankfurt am Main 2000.
- Die Vertreibung aus der Hölle. Roman. Suhrkamp, Frankfurt am Main 2001, ISBN 3-518-41267-1.
- Das war Österreich. Gesammelte Essays zum Land ohne Eigenschaften. Hrsg. v. Eva Schörkhuber. Suhrkamp, Frankfurt am Main 2005.
- Die Zerstörung der Welt als Wille und Vorstellung – Frankfurter Poetikvorlesungen. Edition Suhrkamp 2464, Frankfurt am Main 2006.
- Das Paradies der Ungeliebten. Politisches Theaterstück. Uraufführung 7. Oktober 2006 im Staatstheater Darmstadt
- Don Juan de la Mancha oder die Erziehung der Lust. Powieść. Suhrkamp, Frankfurt am Main 2007.
- Das Ende des Hungerwinters. Lesung- Hoffmann und Campe, Hamburg 2008, ISBN 978-3-455-30595-1.
- Doktor Hoechst – Ein Faustspiel. Eine Tragödie. Theaterstück. Uraufführung 25. April 2009 im Staatstheater Darmstadt. Inszenierung: Hermann Schein.
- Ich kann jeder sagen: Erzählungen vom Ende der Nachkriegsordnung. Suhrkamp, Frankfurt am Main 2009.
- Permanente Revolution der Begriffe. Vorträge zum Begriff der Abklärung, Essays. Suhrkamp, Frankfurt am Main 2009, ISBN 978-3-518-12592-2
- Der Europäische Landbote, Die Wut der Bürger und der Friede Europas oder Warum die geschenkte Demokratie einer erkämpften weichen muss. Zsolnay, Wien 2012, ISBN 978-3-552-05616-9.
- Heimat ist die schönste Utopie. Reden (wir) über Europa, Edition Suhrkamp, Berlin 2014, ISBN 978-3-518-12689-9.
- „Weil Europa sich ändern muss.“ Im Gespräch mit Gesine Schwan, Robert Menasse, Hauke Brunkhorst. Springer VS, Wiesbaden 2015, ISBN 978-3-658-01391-2.
- Was ist Literatur. Ein Miniatur-Bildungsroman. Bernstein-Verlag, Siegburg 2015, ISBN 978-3-945426-09-8.
- Europa. Die Zukunft der Geschichte. Katalog und Ausstellung am Kunsthaus Zürich. Cathérine Hug und Robert Menasse (Hrsg.), mit Beiträgen u.a. von Melinda Nadj Abonji, Zygmunt Bauman, Horst Bredekamp, Burcu Dogramaci, Julia Kristeva, Konrad Paul Liessmann, Thomas Maissen, NZZ libro, Zürich 2015, ISBN 978-3-03810-088-1.
- Feiert das Leben! Katalog und Ausstellung am Kunsthistorischen Museum Wien. Cathérine Hug und Robert Menasse (Hrsg.), mit der Teilnahme u.a. von Kader Attia, Barbara Coudenhove-Kalergi, Daniel Knorr, Manuela Laubenberger, Erik van Lieshout, Teresa Margolles, Arnulf Rainer, Hans Schabus, Hubert Scheibl, Daniel Spoerri, Nives Widauer und Josef Zotter, Wien 2016, ISBN 978-3-903004-62-7.
- Europa. Akzente, 3 /2016. Robert Menasse und Jo Lendle (Hrsg.), mit Beiträgen von Lily Brett, György Dragomán, Dana Grigorcea, Zbigniew Herbert, Elfriede Jelinek, Ingo Schulze, Adam Zagajewski u.a. Carl Hanser Verlag, München 2016, ISBN 978-3-446-25547-0.
- Warum? Das Vermächtnis des Jean Améry. Cathérine Hug im Gespräch mit Robert Menasse über Jean Améry, seine Wirkung und Aktualität. Bernstein-Verlag, Siegburg 2016, ISBN 978-3-945426-21-0.
- „Kritik der Europäischen Vernunft – Critique de la raison européene – A Critique of European Reason.“ Festrede vor dem Europäischen Parlament: „60 Jahre Römische Verträge“. (mit dem „Manifest für die Begründung einer Europäischen Republik“ im Anhang). Dreisprachig: Deutsch/Französisch/Englisch. Siegburg 2017, ISBN 978-3-945426-28-9.
- Die Hauptstadt, Powieść. Suhrkamp, Berlin 2017, ISBN 978-3-518-42758-3[3].

## Nagrody i Wyróżnienia
- 1987: Stypendium Państwowe Ministra Nauki i Sztuki za Literaturę
- 1989: Nagroda Miasta Wiedeń za Literaturę
- 1990: Nagroda Heimito-von-Doderera
- 1992: Nagroda Hansa-Ericha-Nossacka
- 1992: Nagroda Theodora-Körnera
- 1994: Nagroda Alexandra-Sacher-Masoch
- 1998: Austriacka Nagroda Państwowa za Publicystykę
- 1999: Nagroda Grimmelshausena
- 1999: Writer in Residence w Amsterdamie
- 2002: Nagroda Josepha-Breitbacha miasta Mainz
- 2002: Nagroda Literacka Friedricha-Hölderlina Miasta Bad Homburg
- 2002:Nagroda  Liona-Feuchtwangera
- 2002: Nagroda Marie-Luise-Kaschnitz
- 2003: Nagroda Ericha-Frieda
- 2003: Niderlandzka Nagroda Książkowa
- 2006: Mianowanie na Rycerza Francuskiego Medalu  „Arts et Lettres“
- 2007: Prix Amphi Uniwersytetu w Lille
- 2010: Złota Odznaka Zasłużonych Miasta Wiednia
- 2012: Austriacka Nagroda Sztuk
- 2013: Nagroda Heinricha Manna
- 2014: Nagroda Maxa Frischa Miasta Zurych
- 2014: Großes Goldenes Ehrenzeichen des Landes Niederösterreich
- 2015: Nahroda Kulturalna Dolnej Austrii
- 2015: Prix du livre européen
- 2017: Deutscher Buchpreis za powieść Die Hauptstadt
- 2019: Carl-Zuckmayer-Medaille

## Literatura
Joanna Drynda: Schöner Schein, unklares Sein. Poetik der Österreichkritik im Werk von Gerhard Roth, Robert Menasse und Josef Haslinger. Rys-Studio, Poznań 2003, ISBN 83-88856-26-X. Poznań, Univ., Diss. 2002.
Aneta Jachimowicz: Das schwierige Ganze. Postmoderne und die "Trilogie der Entgeisterung" von Robert Menasse. Peter Lang Verlag, Frankfurt am Main et al. 2007. ISBN 978-3-631-56270-3